# WildStar (computerspil)
WildStar er et fantasy/science-fiction, MMORPG (Massively Multiplayer Online Role Playing Game), som finder sted på planeten Nexus, hvor en mystisk og magtfuld race, kaldet Eldan, på mystisk vis er forsvundet, nu kæmper de to fraktioner; The Dominion og The Exiles om Eldan-teknologien på planeten.

## Klasser
Der er 6 klasser tilgængelige i WildStar. Den klasse som man vælger til sin karakter bestemmer hvilke egenskaber man kan bruge og hvilke roller man kan udføre.
| Klasse       | Roller              |
| ------------ | ------------------- |
| Warrior      | Tank/Nærkamps-DPS   |
| Spellslinger | Healer/Afstands-DPS |
| Esper        | Healer/Afstands-DPS |
| Engineer     | Tank/Afstands-DPS   |
| Stalker      | Tank/Nærkamps-DPS   |
| Medic        | Healer/Afstands-DPS |

|              | Racer |        |       |         |         |         |        |      |
| Klasser      | Human | Granok | Aurin | Mordesh | Cassian | Mechari | Draken | Chua |
| Warrior      | Ja    | Ja     | Nej   | Ja      | Ja      | Ja      | Ja     | Nej  |
| Spellslinger | Ja    | Nej    | Ja    | Ja      | Ja      | Nej     | Ja     | Ja   |
| Esper        | Ja    | Nej    | Ja    | Nej     | Ja      | Nej     | Nej    | Ja   |
| Engineer     | Ja    | Ja     | Nej   | Ja      | Ja      | Ja      | Nej    | Ja   |
| Stalker      | Ja    | Nej    | Ja    | Ja      | Ja      | Ja      | Ja     | Nej  |
| Medic        | Ja    | Ja     | Nej   | Ja      | Ja      | Ja      | Nej    | Ja   |